# انتشارات دانشگاه فلوریدا
انتشارات دانشگاه فلوریدا (انگلیسی: University Press of Florida) انتشاراتی دانشگاهی متعلق به سامانه دانشگاهی ایالتی فلوریدا که یازده دانشگاه ایالتی فلوریدا را نمایندگی می‌کند. دفتر اصلی این انتشارات در گینس‌ویل، نزدیک دانشگاه فلوریدا است.
این انتشارات در سال ۱۹۴۵ با عنوان University of Florida Press گشایش یافت و در سال ۱۹۷۳ به University Press of Florida تغییر نام داد.